# Halocynthia spinosa
Halocynthia spinosa är en sjöpungsart som beskrevs av Sluiter 1905. Halocynthia spinosa ingår i släktet Halocynthia och familjen lädermantlade sjöpungar. Inga underarter finns listade i Catalogue of Life.